# 부산지방국토관리청
부산지방국토관리청(釜山地方國土管理廳)은 국토교통부의 소속기관이다. 1975년 6월 18일 발족하였으며, 부산광역시 동구 초량중로 67에 위치하고 있다. 청장은 고위공무원단 나등급에 속하는 일반직공무원으로 보한다.

## 직무
- 건설 관련 기술자자격의 취소 또는 정지처분
- 각종 건설공사·용역의 계약관리
- 국가산업단지의 관리에 따른 행정처분
- 건설공사에 따른 용지매수 및 지장물 보상
- 도로건설사업에 관한 측량·조사·설계 및 시행
- 국도 및 하천의 유지·관리 및 이에 따른 행정처분
- 하천공사의 측량·조사·설계 및 시행
- 건설공사의 품질 및 안전 관리의 확인·지도감독
- 시설물의 안전 및 유지관리의 확인·지도감독
- 지하안전영향평가의 협의·관리·감독
- 소관 국유재산 및 청사의 관리
- 지역개발사업의 관리

## 연혁
- 1949년 5월 2일: 내무부 소속으로 부산지방건설국 설치. 소속기관으로 부산항·포항항공영소를 둠.
- 1961년 10월 2일: 부산지방건설국을 국토건설청 소속 부산지방국토건설국으로 개편. 부산항·포항항공영소를 부산·포항축항사무소로 개편하고 부산지방국토건설국의 소속기관으로 둠. 소속기관으로 부산축항기기수리공장을 설치.
- 1962년 1월 15일: 제주축항사무소를 이리지방국토건설국으로부터 이관받음.
- 1962년 2월 27일: 부산지방국토건설국을 영남국토건설국으로 개편.
- 1962년 3월 7일: 국토건설청 소속으로 울산특별건설국과 그 소속기관인 동국축항사무소를 설치.
- 1962년 6월 18일: 건설부 소속으로 변경.
- 1966년 11월 8일: 동국축항사무소를 폐지.
- 1973년 5월 25일: 부산축항사무소를 폐지.
- 1973년 12월 12일: 포항축항사무소를 폐지하고, 제주축항사무소를 제주특별건설국으로 개편하여 분리.
- 1975년 6월 18일: 경상북도·부산지방국토관리청으로 분리. 건설부 소속으로 경주개발건설사무소를 설치. 울산특별건설국을 폐지하고 소관사무를 부산지방국토관리청으로 이관.
- 1979년 6월 15일: 경상북도·부산지방국토관리청을 대구·부산지방국토관리청으로 각각 개편. 경주개발건설사무소를 폐지하고 소관사무를 대구지방국토관리청으로 이관.
- 1981년 11월 2일: 대구지방국토관리청을 폐지하고 소관사무를 부산지방국토관리청으로 이관.
- 1994년 12월 23일: 건설교통부 소속으로 변경.
- 2008년 2월 29일: 국토해양부 소속으로 변경.
- 2013년 3월 23일: 국토교통부 소속으로 변경.

## 관할구역
- 부산광역시, 대구광역시, 울산광역시, 경상북도, 경상남도
- 도로 관련 업무에 대해서는 경상북도 상주시 화북면의 국도 제37호선 전 구간은 제외한다.
- 하천 관련 업무에 대해서는 경상북도 내 한강수계와 금강수계 및 경상남도 내 섬진강수계는 제외하며, 전라남도·전라북도·강원도 내 낙동강수계는 포함한다.

## 조직

### 청장
관리국
- 운영지원과[2]
- 건설지원과[3]
- 보상과[2]

도로시설국
- 도로계획과[3]
- 도로공사제1과[3]
- 도로공사제2과[3]

하천국
- 하천계획과[2]
- 하천공사제1과[3]
- 하천공사제2과[3]

건설안전국
- 건설관리과[5]
- 건설안전과[5]

### 소속기관
국토관리사무소
| 명칭               | 위치                                    | 관할구역 |
| ------------------ | --------------------------------------- | --- |
| 진주국토관리사무소 | 경상남도 진주시 남강로 50               | - 국도: 경상남도 진주시, 거제시, 사천시, 통영시, 창원시 마산합포구 진전면, 거창군, 함양군, 합천군, 산청군, 의령군, 하동군, 고성군, 남해군 및 경상북도 고령군 쌍림면 송림리·산당리·백산리·합가리·매촌리·하거리                                                                                          |
| 포항국토관리사무소 | 경상북도 포항시 북구 흥해읍 용전길 141  | - 경상북도 포항시, 영천시, 경주시, 경산시 하양읍·와촌면, 영덕군, 울진군, 청송군 |
| 영주국토관리사무소 | 경상북도 영주시 장수면 장수로342번길 75 | - 국도: 경상북도 영주시, 문경시, 안동시, 상주시 함창읍·공검면·이안면·외서면·사벌면, 봉화군, 예천군, 의성군 단촌면과 의성읍 철파리·업리·원당고가교 종점을 기준으로 한 원당리 일부, 울진군 광회리 광비2터널 울진방향 출구를 기준으로 한 금강송면 일부, 청송군 진보면 부곡리·후평리·추현리·합강리, 영양군 |
| 진영국토관리사무소 | 경상남도 김해시 진영읍 하계로 70        | - 국도: 부산광역시 및 울산광역시 및 경상남도 밀양시, 양산시, 김해시, 창원시, 창녕군, 함안군 및 경상북도 청도군 청도읍 유호리·고수리·초현리·원리·월곡리·신도리와 화양읍 범곡리·동상리·동천리·합천리·서상리·신봉리와 풍각면과 각남면 - 국가하천: 국가하천 낙동강 중 부산광역시, 경상남도 구간            |
| 대구국토관리사무소 | 대구광역시 북구 학정로1길 54            | - 국도: 대구광역시 및 경상북도 구미시, 김천시, 상주시, 경산시, 군위군, 칠곡군, 성주군, 의성군, 고령군, 청도군 - 국가하천: 국가하천 낙동강 중 대구광역시, 경상북도 구간 |

출장소
| 소속               | 명칭       | 위치                               |
| ------------------ | ---------- | ---------------------------------- |
| 진주국토관리사무소 | 거창출장소 | 경상남도 거창군 마리면 황마로 1353 |
| 포항국토관리사무소 | 울진출장소 | 경상북도 울진군 원남면 원남로 494  |
| 대구국토관리사무소 | 상주출장소 | 경상북도 상주시 낙동면 분황1길 68  |

## 사건·사고 및 논란

### 무기계약직 명절휴가비 관련 소송 패소
2011년 9월 13일 서울중앙지방법원 민사41부(최승욱 부장판사)는 무기계약직인 박 모 씨 등 전·현직 도로관리원 40여 명이 "적게 책정된 수당과 퇴직금을 돌려달라"며 국가를 상대로 낸 임금지급 소송에서 "국가는 미지급액 6억 6000여만원을 지급하라"며 원고 일부 승소 판결했다. 대구국도관리사무소는 매달 각종 수당을 계산할 때 기준이 되는 '통상임금'을 산정하면서, 직원들에게 지급되는 정액급식비·교통보조비와 명절휴가비는 제외했으며 통상임금에서 빠진 금액은 매달 30만 원 정도이다. 이에 따라 시간급 통상임금에 초과근무시간과 가산율을 곱해 계산되는 시간외근무수당·야간근로수당·휴일근로수당도 줄었다. 퇴직금 역시 적게 산정된 평균임금(통상임금+수당)을 기준으로 계산돼 900만 ~ 2,000만 원 적게 지급된 것으로 나타났다.
이에 대해 대구국도관리사무소 측은 "정액급식비와 명절휴가비 등은 통상임금은 아니다"라고 주장했다. 하지만 재판부는 "통상임금은 고정적 조건으로 지급되는 것인데, 대구국도관리사무소가 직원들에게 명절휴가비 등을 일정금액으로 정기 지급했으므로 이는 고정적 임금으로 통상임금에 해당한다"며 "사무소는 적법하게 산정한 통상임금을 기초로 다시 수당과 퇴직금을 산정해 지급할 의무가 있다"고 밝혔다. 또한 고용노동부 예규인 「통상임금 산정지침상 판단기준 예시」에 따라 적법하게 산정했다는 주장 역시 받아들이지 않았다. 재판부는 "이는 대구국도관리사무소가 자체적으로 작성한 업무처리 지침에 불과해 근로기준법상 통상임금이 이 지침에 따라 제한되는 것이 아니다"라면서 "근로기준법의 기준에 미치지 못하는 근로계약이나 취업규칙은 무효"라고 밝혔다.